# Gwidon Hefid
Gwidon Hefid (właściwie Zygmunt Krasuń, ur. 2 kwietnia 1978 w Ząbkowicach Śląskich) – polski poeta, pisarz, kulturoznawca, socjolog i podróżnik.

## Biogram
Absolwent Uniwersytetu Wrocławskiego; studiował również w Wałbrzychu oraz w Pradze. Brał udział w programie wymiany studenckiej Komisji Europejskiej „Erasmus” na Uniwersytecie Karola w Pradze. Podczas swoich podróży mieszkał w Anglii, Czechach, Francji, Holandii, USA.
Debiutował w 2000 w czeskiej prasie studenckiej (Hradec Králové). W Polsce jego wiersze, po raz pierwszy, ukazały się w rubryce poetyckiej prowadzonej przez Romana Giletę w „Tygodniku Wałbrzyskim”. Otrzymał wyróżnienie na Ogólnopolskim Konkursie Poetyckim o „Srebrny Liść Chmielu” (2006). Członek Związku Literatów Polskich, Stowarzyszenia Środowisk Twórczych oraz Inteligencji Twórczej w Wałbrzychu.

„Przyodziany w nagość” Gwidona Hefida to poetycka rozprawa o miłości, cierpieniu, samotności, o zmaganiu się z sobą i światem. Zakorzeniona jest w renesansowej idei człowieczeństwa, przyzwalającej człowiekowi czuć i żyć według własnych potrzeb i woli. To także dowód, że nie preferencje seksualne stanowią o jakości człowieka, lecz jego zdolność przeżywania życia, gotowość na cierpienia i radość, odwaga w odczuwaniu i wola dzielenia się sobą z innymi.

## Publikacje
- Z nurtem pod prąd (2006), ISBN 83-907824-8-0.
- Przyodziany w nagość / Claud in nudity (2008), w języku polskim i angielskim, ISBN 978-83-907824-3-0.
- Iluzoryczna rzeczywistość (2014), ISBN 978-83-927717-2-2.
- Rzeczywista iluzja / Skutečná iluze (2015), w języku polskim i czeskim, ISBN 978-80-88040-04-0.
- Spóźniony punktualnie (2016), ISBN 978-83-927717-4-6.
- Ćwierć / Quarter (2018), w języku polskim i angielskim, ISBN 978-83-927717-5-3.
- Poezja smaku (2023), ISBN 978-83-966684-0-0.